# Halowe mistrzostwa Polski kobiet w piłce nożnej 2009
Halowe mistrzostwa Polski kobiet w piłce nożnej 2009 – trzydziesta edycja halowych mistrzostw Polski kobiet w piłce nożnej. Finał rozgrywek rozegrany został 13 grudnia 2009 w hali sportowej w Rudniku koło Raciborza. Po turniejach eliminacyjnych prawo startu w finale uzyskały ekipy RTP Unii Racibórz, Medyka Konin, AZS-u Biała Podlaska i UKS-u ISD Częstochowa. Zwyciężyła drużyna RTP Unii Racibórz.

## Turniej finałowy
W finale cztery startujące drużyny zmierzyły się ze sobą w jednej grupie, rozgrywając spotkania w systemie każdy z każdym (po jednym meczu). Spotkania rozgrywane były 13 grudnia 2009 od godziny 14.30. Bezkonkurencyjne okazały się piłkarki z Raciborza, wygrywając wszystkie spotkania z bilansem bramkowym 24:3. Dla Unitek był to drugi tytuł w historii (pierwszy wywalczyły rok wcześniej na turnieju w Koninie).

### Tabela i wyniki
| Poz. | Klub                | M | Pkt. | Mecze | Mecze | Mecze | Bramki | Bramki |
| Poz. | Klub                | M | Pkt. | zwy.  | rem.  | por.  | zdob.  | stra.  |
| ---- | ------------------- | - | ---- | ----- | ----- | ----- | ------ | ------ |
| 1    | RTP Unia Racibórz   | 3 | 9    | 3     | 0     | 0     | 24     | 3      |
| 2    | Medyk Konin         | 3 | 6    | 2     | 0     | 1     | 10     | 14     |
| 3    | AZS Biała Podlaska  | 3 | 3    | 1     | 0     | 2     | 9      | 18     |
| 4    | UKS ISD Częstochowa | 3 | 0    | 0     | 0     | 3     | 7      | 15     |

| 1. kolejka |                     |        |                     |  |
|            | Medyk Konin         | 5 – 4  | AZS Biała Podlaska  |  |
|            | RTP Unia Racibórz   | 6 – 2  | UKS ISD Częstochowa |  |
| 2. kolejka |                     |        |                     |  |
|            | UKS ISD Częstochowa | 2 – 5  | Medyk Konin         |  |
|            | AZS Biała Podlaska  | 1 – 10 | RTP Unia Racibórz   |  |
| 3. kolejka |                     |        |                     |  |
|            | UKS ISD Częstochowa | 3 – 4  | AZS Biała Podlaska  |  |
|            | Medyk Konin         | 0 – 8  | RTP Unia Racibórz   |  |

### Nagrody i wyróżnienia
Nagrodą fair play została uhonorowana drużyna UKS-u ISD Częstochowa. Wyróżnienie dla najlepszej zawodniczki turnieju przyznano Annie Żelazko z Unii Racibórz, która z dorobkiem ośmiu bramek została także najskuteczniejszą strzelczynią zawodów. Nagroda dla najlepszej bramkarki również przypadła zawodniczce Unii – Darii Antończyk.